# Syrologia
Syrologia, także: syriologia – jedna z dziedzin orientalistyki zajmująca się badaniem języka aramejskiego, syryjskiego oraz kulturą, literaturą oraz historią Syrii chrześcijańskiej. Syrologią zajmują się specjalistyczne pisma: „Reuve syrienne mensuelle, historique et litteraire”, „L'Orient Syrien”, „Melto”, „Parole de l'Orient”, „The Harp A Review of Syriac and Oriental Studies”. 

## Znani syrolodzy
- Jean Baptiste Abbeloos
- Ignacy Afram I Barsoum
- Giuseppe Simone Assemani
- Stefano Evodio Assemani
- Polycarpus Augin Aydin
- Bar Hebraeus
- Baselios Augen I
- Paul Bedjan
- Ian Theodor Beelen
- Carl Bezold
- Gustav Bickell
- Sebastian Brock
- Carl Brockelmann
- E. A. Wallis Budge
- Francis Crawford Burkitt
- Antonio Maria Ceriani
- William Cureton
- Antoine Guillaumont
- George Gwilliam
- Geoffrey Khan
- George Kiraz
- Paul de Lagarde
- George Lamsa
- Thomas Joseph Lamy
- Andreas Masius
- Adalbert Merx
- Alphonse Mingana
- Youakim Moubarac
- François Nau
- Eberhard Nestle
- Theodor Nöldeke
- Jessie Payne Margoliouth
- Robert Payne Smith
- Nina Pigulewska
- Philip E. Pusey
- Eduard Sachau
- Samir Khalil Samir
- Judah Segal
- Iain Torrance
- Pius Zingerle

## Polscy syriolodzy
- Michael Abdalla
- Aleksander Kowalski
- Paweł Nowicki
- Witold Witakowski
- Jerzy Woźniak